# San Giovannino (Rosso Fiorentino)
San Giovannino è un dipinto a olio su tavola di Rosso Fiorentino, databile al 1521 circa e già conservato nella collezione privata fiorentina di Carlo Del Bravo. Nel 2020, tramite l'intermediazione di Lorenzo Gnocchi, l'intera collezione dello storico dell'arte è stata donata alle Gallerie degli Uffizi. Il San Giovannino è stato destinato alla "Gallerie delle Pitture e sculture" (ovvero il palazzo degli Uffizi). 

## Storia e descrizione
L'opera mostra un san Giovannino fanciullo volutamente sgraziato, ispirato alle ultime opere di Donatello. Esso, su uno sfondo bruno pressoché neutro, si contorce per indicare, verso l'alto, il Salvatore, mentre con la sinistra tiene la tipica croce di canne su cui si attorciglia il cartiglio "Ecce [Agnus] Dei". 
Stilisticamente è accostata alla Deposizione di Volterra, da cui riprende il violento scorcio del viso di uno dei manovali, o il gonfiarsi improvviso del manto. Anche la pennellata scarna e la linea di contorno nervosa è paragonabile ad altre opere dell'epoca, come la Sacra Famiglia con san Giovannino del Walters Art Museum di Baltimora.